# 康塞普西翁德阿塔科

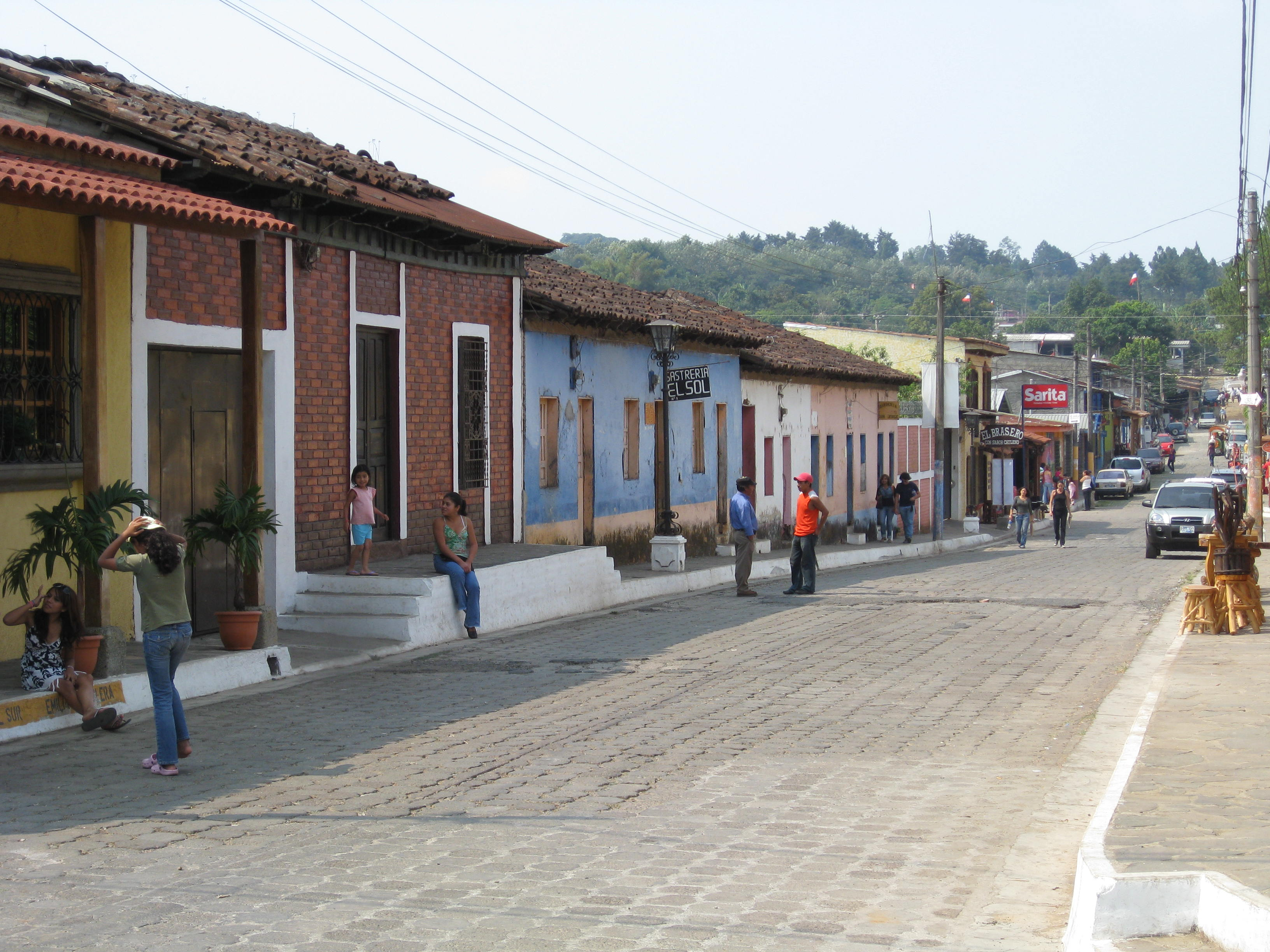

13°52′N 89°51′W / 13.867°N 89.850°W
康塞普西翁德阿塔科（西班牙語：Concepción de Ataco），是薩爾瓦多的城鎮，位於該國西部，由阿瓦查潘省負責管轄，面積61.03平方公里，海拔高度1,240米，2013年人口12,531，人口密度每平方公里205.33人。